# Sitebrand
Sitebrand es una empresa de marketing digital con sede en Gatineau, Quebec, Canadá, encargada de "ayudar a sus clientes a ampliar el número de compras de los usuarios que hacen clic en los enlaces de los anuncios" según la propia compañía. Uno de sus mayores clientes es la empresa de moda Roots Canada.

## Historia
En 2008 la empresa fue comprada por Pretium Capital por 5,1 millones de dólares en una adquisición inversa. En diciembre del mismo año se asoció con el proveedor de servicios de correo electrónico Silverpop para mejorar su oferta de productos de correo electrónico a los comerciantes en línea. En 2010 obtuvo la protección de acreedores y el 17 de febrero de 2011 Cactus Commerce adquirió todos los activos de su sitio Sitebrand.com.
El 24 de octubre de 2011, Sitebrand cambió formalmente su nombre a Marchwell Ventures, transfiriendo sus acciones de la Bolsa de Valores de Toronto a la Bolsa de Valores de Nueva York.